# Challenge Cup (pallavolo maschile)
La Challenge Cup è, in ordine di importanza, la terza competizione europea di pallavolo maschile per club. Nata nel 1980 con il nome di Coppa CEV, mantenne la denominazione che ora è del secondo trofeo per importanza fino al 2007, quando la riforma delle manifestazioni internazionali, avvenuta ad aprile del 2007, rinominò questa competizione col nome attuale.

## Albo d'oro
| Edizione                                                | Edizione                  | Podio              | Podio                   | Podio              |               |
| Anno                                                    | Sede della finale         | Campione           | Seconda                 | Terza              |               |
| ------------------------------------------------------- | ------------------------- | ------------------ | ----------------------- | ------------------ | ------------- |
| Dal 1980 al 2007 la competizione è denominata Coppa CEV |                           |                    |                         |                    |               |
| 1980-81 Dettagli                                        | -                         | Cannes             | Loreto                  | Parma              |               |
| 1981-82 Dettagli                                        | -                         | Corbulo            | Accademia dello Sport   | Güney Sanayi       |               |
| 1982-83 Dettagli                                        | -                         | Panini             | Orion                   | Grenoble           |               |
| 1983-84 Dettagli                                        | -                         | Panini             | Gonzaga Milano          | Vughtse            |               |
| 1984-85 Dettagli                                        | -                         | Panini             | Partizan                | Kruikenburg Ternat |               |
| 1985-86 Dettagli                                        | -                         | Falconara          | Bosna Sarajevo          | Torino             |               |
| 1986-87 Dettagli                                        | -                         | Gonzaga Milano     | Parma                   | VKP Bratislava     |               |
| 1987-88 Dettagli                                        | -                         | Avtomobilist       | Petrarca                | Montpellier        |               |
| 1988-89 Dettagli                                        | -                         | Avtomobilist       | Petrarca                | Zonhoven           |               |
| 1989-90 Dettagli                                        | -                         | Moerser            | Partizan                | Avtomobilist       |               |
| 1990-91 Dettagli                                        | -                         | Treviso            | Radiotechnik            | Petrarca           |               |
| 1991-92 Dettagli                                        | -                         | Parma              | Petrarca                | Bayer Wuppertal    |               |
| 1992-93 Dettagli                                        | -                         | Treviso            | Petrarca                | Dinamo Moskovskaja |               |
| 1993-94 Dettagli                                        | -                         | Petrarca           | Samotlor                | Friedrichshafen    |               |
| 1994-95 Dettagli                                        | Parma                     | Parma              | Orestiada               | Gonzaga Milano     |               |
| 1995-96 Dettagli                                        | Parigi                    | Cuneo              | Porto Ravenna           | Odolena Voda       |               |
| 1996-97 Dettagli                                        | Ginevra                   | Porto Ravenna      | Netaş                   | Bayer Wuppertal    |               |
| 1997-98 Dettagli                                        | Rieti                     | Treviso            | Roeselare               | Lube               |               |
| 1998-99 Dettagli                                        | San Benedetto del Tronto  | Palermo            | Roeselare               | Charlottenburg     |               |
| 1999-00 Dettagli                                        | Firenze                   | Roma               | Daytona                 | Mostostal Azoty    |               |
| 2000-01 Dettagli                                        | Arezzo                    | Lube               | Daytona                 | Maaseik            |               |
| 2001-02 Dettagli                                        | Cuneo                     | Piemonte           | Lokomotiv-Belogor'e     | Milano             |               |
| 2002-03 Dettagli                                        | Jesolo                    | Treviso            | Lube                    | Iskra Odincovo     |               |
| 2003-04 Dettagli                                        | Modena                    | Daytona            | Piacenza                | Lokomotiv-Izumrud  |               |
| 2004-05 Dettagli                                        | Palma di Maiorca          | Lube               | Pòrtol                  | Tourcoing          |               |
| 2005-06 Dettagli                                        | Padova                    | Lube               | Iskra Odincovo          | Paris              |               |
| 2006-07 Dettagli                                        | Novyj Urengoj             | Fakel              | Piacenza                | Halkbank           |               |
| Dal 2007 la competizione è denominata Challenge Cup     |                           |                    |                         |                    |               |
| 2007-08 Dettagli                                        | Rzeszów                   | Modena             | Lokomotiv-Izumrud       | Stade Poitevin     |               |
| 2008-09 Dettagli                                        | Smirne                    | Arkas              | Jastrzębski Węgiel      | Tomis Costanza     |               |
| 2009-10 Dettagli                                        | Perugia                   | Perugia Volley     | HAOK Mladost            | Charlottenburg     |               |
| 2010-11 Dettagli                                        | Macerata Smirne           | Lube               | Arkas                   | -                  |               |
| 2011-12 Dettagli                                        | Varsavia Częstochowa      | AZS Częstochowa    | Politechnika Warszawska | -                  |               |
| 2012-13 Dettagli                                        | Ufa Piacenza              | Piacenza           | Ural                    | -                  |               |
| 2013-14 Dettagli                                        | Latina Istanbul           | Fenerbahçe         | Top Volley Latina       | -                  |               |
| 2014-15 Dettagli                                        | Novi Sad Lisbona          | Vojvodina          | Benfica                 | -                  |               |
| 2015-16 Dettagli                                        | Verona Novyj Urengoj      | BluVolley Verona   | Fakel                   | -                  |               |
| 2016-17 Dettagli                                        | Chaumont Novyj Urengoj    | Fakel              | Chaumont                | -                  |               |
| 2017-18 Dettagli                                        | Ravenna Il Pireo          | Porto Robur Costa  | Olympiakos              | -                  |               |
| 2018-19 Dettagli                                        | Monza Belgorod            | Belogor'e          | Milano                  | -                  |               |
| 2019-20 Dettagli                                        | Non assegnata             | Non assegnata      | Non assegnata           | Non assegnata      | Non assegnata |
| 2020-21 Dettagli                                        | Milano Ankara             | Powervolley Milano | Ziraat Bankası          | -                  |               |
| 2021-22 Dettagli                                        | Ankara Narbona            | Narbonne           | Halkbank                | -                  |               |
| 2022-23 Dettagli                                        | Tel Aviv Il Pireo         | Olympiakos         | Maccabi Tel Aviv        | -                  |               |
| 2023-24 Dettagli                                        | Varsavia Monza            | Projekt Warszawa   | Milano                  | -                  |               |
| 2024-25 Dettagli                                        | Lublino Civitanova Marche | LKPS               | Lube                    | -                  |               |

## Palmarès per club
| Squadra            | Titolo | Edizione                                    |
| ------------------ | ------ | ------------------------------------------- |
| Modena             | 5      | 1982-83, 1983-84, 1984-85, 2003-04, 2007-08 |
| Treviso            | 4      | 1990-91, 1992-93, 1997-98, 2002-03          |
| Lube               | 4      | 2000-01, 2004-05, 2005-06, 2010-11          |
| Avtomobilist       | 2      | 1987-88, 1988-89                            |
| Parma              | 2      | 1991-92, 1994-95                            |
| Piemonte           | 2      | 1995-96, 2001-02                            |
| Fakel              | 2      | 2006-07, 2016-17                            |
| Cannes             | 1      | 1980-81                                     |
| Corbulo            | 1      | 1981-82                                     |
| Falconara          | 1      | 1985-86                                     |
| Gonzaga Milano     | 1      | 1986-87                                     |
| Moerser            | 1      | 1989-90                                     |
| Petrarca           | 1      | 1993-94                                     |
| Porto Ravenna      | 1      | 1996-97                                     |
| Palermo            | 1      | 1998-99                                     |
| Roma               | 1      | 1999-00                                     |
| Arkas              | 1      | 2008-09                                     |
| Perugia            | 1      | 2009-10                                     |
| AZS Częstochowa    | 1      | 2011-12                                     |
| Piacenza           | 1      | 2012-13                                     |
| Fenerbahçe         | 1      | 2013-14                                     |
| Vojvodina          | 1      | 2014-15                                     |
| NBV                | 1      | 2015-16                                     |
| Porto Robur Costa  | 1      | 2017-18                                     |
| Belogor'e          | 1      | 2018-19                                     |
| Powervolley Milano | 1      | 2020-21                                     |
| Narbonne           | 1      | 2021-22                                     |
| Olympiakos         | 1      | 2022-23                                     |
| Projekt Warszawa   | 1      | 2023-24                                     |
| LKPS               | 1      | 2024-25                                     |

## Palmarès per nazioni
| Nazione          | Titolo |
| ---------------- | ------ |
| Italia           | 28     |
| Russia           | 3      |
| Polonia          | 3      |
| Francia          | 2      |
| Turchia          | 2      |
| Unione Sovietica | 2      |
| Germania         | 1      |
| Grecia           | 1      |
| Paesi Bassi      | 1      |
| Serbia           | 1      |